# Parc national de Namdapha
Le parc national de Namdapha est situé dans l'État de l'Arunachal Pradesh en Inde. Plus grand parc d'Inde en superficie, on y trouve notamment des tigres.